# Daphney Hlomuka
Daphney Hlomuka (1949 - 1 tháng 10 năm 2008) là một nữ diễn viên truyền hình, điện ảnh, đài phát thanh và sân khấu người Nam Phi. Trên màn ảnh nhỏ, Hlomuka có lẽ được khán giả biết đến nhiều nhất với vai diễn MaMhlongo trong loạt phim truyền hình, Hlala Kwabafileyo, và vai Sis May trong bộ phim hài, Sedomgudi S Wnnaysi, đối diện Joe Mafela.
Hlomuka sinh ra ở Durban, Nam Phi, nhưng lớn lên ở KwaMashu trong thời kỳ Apartheid. Cô bắt đầu diễn xuất tại nhà hát ở Durban năm 1968, và được coi là người bảo hộ của nhà viết kịch có trụ sở tại Durban, Chào mừng Msomi. Các vai đầu tiên trong nhà hát của cô bao gồm các buổi biểu diễn trong hai tác phẩm sân khấu của Msomi: Qombeni và Umabatha, đó là bản chuyển thể Zulu của tác phẩm Macbeth của William Shakespeare. Umabatha trở thành một trong những tác phẩm nổi tiếng nhất của Msomu. Hlomuka làm việc trong các đài phát thanh bằng tiếng Zulu trong thời gian tạm thời giữa các vở diễn Qombeni và Umabatha.
Cô rời Nam Phi một thời gian ngắn trong những năm 1970 để lưu diễn với các diễn viên của Ipi Tombi ở Châu Âu. Trong những năm 1960 và 1970, vai trò trên màn hình hoặc sân khấu cho các diễn viên da đen ở Nam Phi thường khó tìm thấy do Apartheid. Hlomuka thường xuất hiện ngoài màn hình với tư cách là một diễn viên radio trong một số bộ phim truyền hình nổi tiếng của Zulu.
Hlomuka cuối cùng đã thành công trên truyền hình Nam Phi trong những năm 1980 khi cô được chọn vào vai MaMhlongo trong loạt phim truyền hình đầy kịch tính, Hlala Kwabafileyo. Nhân vật của cô, MaMhlongo, là vợ và góa phụ của một ông trùm giàu có. Cho đến ngày nay ở Nam Phi, từ MaMgobhozi, bắt nguồn từ bộ truyện và nhân vật của Ruth Cele, mô tả thói quen buôn chuyện được gán cho phụ nữ.